# 다크 어벤저
다크 어벤저(Dark Avenger)는 불가리아 소피아 출신의 컴퓨터 바이러스 제작자의 필명이다. 그의 바이러스 중 일부가 국내뿐 아니라 유럽에도, 심지어는 미국과 오스트레일리아에까지 퍼진 까닭에 1990년대 초에 상당한 명성을 얻었다.

## 배경과 기원
1980년대 말, 1990년대 초 불가리아의 개인용 컴퓨터는 상대적으로 드문 편이었고 부유한 시민들만이 한 대 챙길 여유가 있었다. 그럼에도 불구하고 불가리아는 컴퓨터 하드웨어 산업이 성장 중이었으며 특히 교육용으로 수많은 PC를 제공하는데 전문이었다. 그러므로 수많은 학교와 대학교는 컴퓨터를 받았고 인포매틱스가 흔한 연구 주제였다. 이를 통해 신세대들에게 컴퓨터에 대한 특정한 태도를 발전시키는데 도움을 주었다.
1988년 4월, 불가리아의 컴퓨터 전문 잡지 《당신을 위한 컴퓨터》(Компютър за Вас, 꼼쀼뜨르 자 바스)는 컴퓨터 바이러스의 기원, 심지어는 이 바이러스를 만드는 방법까지도 자세하게 설명한 기사를 발행하였다. 그로부터 수개월 뒤 불가리아는 "Vienna", "Ping Pong", "Cascade"라는 이름의 여러 외부 바이러스들이 방문하게 되었다. 기사와 바이러스로 인해 확산된 관심이 컸고 머지 않아 불가리아의 젊은 프로그래머들은 자신만의 바이러스를 만드는 방법을 강구하기 시작했다.
곧, "Old Yankee", "Vacsina"를 시작으로 불가리아의 바이러스 파동이 폭발되었다. 다크 어벤저는 1989년 봄 처음 모습을 드러냈다.

## 바이러스
다크 어벤서의 최초 바이러스는 1989년 초에 모습을 드러냈고 "This program was written in the city of Sofia (C) 1988-89 Dark Avenger"라는 문구를 포함하였다. 그러므로 이 최초의 바이러스는 일반적으로 저자의 동명 이름인 "Dark Avenger"를 가리키게 된다.
감염성이 매우 높았다. 바이러스가 메모리에 상주하면 실행 파일을 열거나 복사하는 것만으로도 충분히 감염되었다. 게다가 바이러스는 또한 감염된 프로그램을 16번째 실행하면 디스크의 랜덤 섹터를 덮어씀으로써 데이터를 파괴하였으며 디스크의 파일과 디렉터리를 빠르게 손상시켰다.
손상된 파일에는 "Eddie lives... somewhere in time!"라는 아이언 메이든의 음반 Somewhere in Time의 참조 문자열이 포함되었다. 감염성이 높은 까닭에 이 바이러스는 서유럽, 소련, 미국, 심지어는 동아시아로까지 전 세계로 퍼져나갔다. 뉴욕 타임스와 워싱턴 포스트에 어느 정도 언급되기까지 했다.

## 신상
필명 뒤에 가려진 인물의 신상은 밝혀지지 않았다. 그러나 바이러스의 다양한 상세 정보를 통해 추론이 가능하다. 게다가, 다크 어벤저는 공개된 정보를 포함하는 사라 고든이 수행한 인터뷰의 주제였다. 다크 어벤저의 동시대 사람들 중 일부(주로 Vesselin Bontchev)는 그의 잠재적인 신상에 대해 해명하기도 했다.
다크 어벤저는 헤비 메탈의 팬이었다. 바이러스가 출력하는 Eddie lives...somewhere in time라는 문구가 이를 의미한다. 에디는 헤비메탈 밴드 아이언 메이든의 이름이다. 게다가 Somewhere in Time은 이 밴드의 6번째 음반이다. 게다가 고든과의 인터뷰에서 다크 어벤저는 그가 그 자신을 오래된 노래를 따라 지었다고 언급하였다. 매노워(다른 헤비 메탈 밴드)는 자신의 데뷔 음반에 "Dark Avenger"라는 제목의 노래가 있다.